# 谢尔谢克瑟勒什
谢尔谢克瑟勒什，是匈牙利绍莫吉州所辖的一个村。总面积6.65平方公里，总人口149，人口密度22.4人/平方公里（2011年1月1日）。